# Thérèse Bonney
Thérèse Bonney (nacida Mabel Bonney, Syracuse, Nueva York, 15 de julio de 189-París, Francia, 15 de enero de 1978) fue una fotógrafa y publicista estadounidense.
Bonney fue conocida sobre todo por sus imágenes tomadas durante la Segunda Guerra Mundial en el frente ruso-finlandés. Su esfuerzo bélico le valió la condecoración de la Croix de Guerre, en mayo de 1941, y uno de los cinco grados de la Legión de Honor. Publicó varios reportajes fotográficos y fue el tema del número de 1944 de True Comics.

## Formación
Bonney se licenció en Arte en la Universidad de California, Berkeley en 1916. Un año después hizo una maestría en el Radcliffe College en Cambridge, Massachusetts. Más tarde se instaló en París y estudió en la Sorbona, entre 1918 y 1919, donde publicó una tesis sobre las ideas morales en el teatro de Alejandro Dumas. En 1921 obtuvo un doctorado en letras, convirtiéndose así en la persona más joven, la cuarta mujer y la décima estadounidense de ambos sexo en obtener el título de la institución. También fue la primera estadounidense en recibir una beca de la Sorbona. Tras su graduación, recibió varias ayudas económicas entre ellas, la Beca Horatio Stebbins; las becas Belknap, Baudrillart y Billy y la beca Carl Schurz Memorial Foundation Oberländer en 1936, lo que le permitió estudiar las aportaciones alemanas a la historia de la fotografía.

## Trayectoria profesional
A partir de 1925, documentó exhaustivamente las artes decorativas francesas a través de la fotografía. En esa época, la mayor  de las fotografías no las tomaba la propia Bonney, dedicada entonces a  recopilar imágenes de fuentes como las colecciones de colegas, agencias fotográficas, diseñadores, tiendas y establecimientos diversos. Bonney, una gran publicista de sí misma, adquirió las imágenes directamente de las exposiciones, tiendas, fábricas y de los arquitectos, diseñadores de muebles, cerámica, joyería y otras artes aplicadas. Vendía las copias fotográficas a varios clientes-suscriptores, principalmente en Estados Unidos (en un pequeño esfuerzo precursor de las actuales agencia de noticias) y cobraba por los derechos de reproducción. Mecanografiaba los pies de foto y los pegaba al dorso de las copias. Estas fotografías, a veces obtenidas sin permiso, se publicaron ampliamente, con y sin créditos. Asistió a la Exposición de Estocolmo de 1930 donde adquirió una colección de fotografías y también recopiló imágenes de la arquitectura holandesa contemporánea durante su estancia en los Países Bajos.
Tras una década y media dedicada a la publicidad y la fotografía de artes decorativas y arquitectura de otros, Bonney se dedicó al fotoperiodismo. Su preocupación por los estragos causados por la Segunda Guerra Mundial influyó en  su obra y se centraron en la población civil. Sus primeras fotografías fueron sobre el frente ruso-finlandés. Por la valentía que supuso este trabajo se le otorgó la medalla de la Orden de la Rosa Blanca de Finlandia. También viajó por Europa occidental durante la guerra, fotografiando a niños en condiciones horribles. Una colección de estas imágenes fue expuesta en el Museo de Arte Moderno de la ciudad de Nueva York en 1940 y posteriormente recogida en su libro Los niños de Europa, publicado en 1943. Otra de sus actividades en Francia fue la colaboración con el Comité Internacional de la Cruz Roja.
Hacia el final de su vida, Bonney donó su patrimonio: fotografías y negativos (muchos duplicados) a la universidad de Berkeley, California, y a otras instituciones de Estados Unidos y Francia. Ralph King, profesor de matemáticas, realizó una donación de documentos y libros a la Universidad St. Bonaventure. Este legado incluía una colección de artículos sobre Bonney, una copia del informe de su muerte en Francia, correspondencia y una copia firmada de Europe's Children. Desde entonces, los archivos han agregado otras obras de la fotógrafa.
En Francia, aproximadamente 3000 de sus negativos forman parte de la colección de la Caisse Nationale des Monuments Historique et des Sites (CHMHS), antes almacenada en París y hoy en St. Cloud. (En 2000, el CHMHS se convirtió en el Centro de los monumentos nacionales [CMN]. ) El archivo CHMHS se ha copiado digitalmente para evitar el deterioro de las imágenes. Aproximadamente 2000 negativos y 1500 copias forman parte de la colección de la Bibliothèque historique de la ville de Paris. Existen 3000 negativos en el Fuerte de Saint-Cyr, Montigny-le-Bretonneux, Yvelines.
En Estados Unidos, unas 4000 copias fotográficas de la época fueron donadas al Museo Nacional de Diseño Cooper-Hewitt en la ciudad de Nueva York. Estas copias habían sido organizadas inicialmente  con fondos del Consejo de Mujeres de la Institución Smithsonian (SIWC) por la archivista Mel Byars en los años noventa. Pero no todas se conservan hoy. Su extensa colección de fotografías de la Segunda Guerra Mundial, retratos fotográficos de diseñadores y arquitectos, pinturas de artistas del siglo XX y su mobiliario (entre los que se incluyen trabajos de Pierre Chareau) fueron donados a la biblioteca de la Universidad de California, Berkeley. La Colección de Fotografía de la Biblioteca Pública de Nueva York tiene unas 6000 fotografías, entre ellas un gran número de imágenes de Finlandia. 

## Vida personal
Bonney, que nunca se casó, afirmaba haber adoptado a un niño, pero legalmente nunca lo hizo. Ella proporcionó una fecha falsa de su nacimiento, que desde entonces ha sido corregida por un certificado de nacimiento existente, una copia en poder de una biógrafa, Claire Bonney.

## Exposiciones
- "La guerra llega a la gente: la historia escrita con una lente por Therese Bonney", The Museum of Modern Art, Nueva York, 1940.
- "Selecciones de la Colección Thérèse Bonney del Museo Nacional de Diseño Cooper-Hewitt", Centro Internacional de Fotografía, Nueva York, 1976.
- "Paris Recorded: Thérèse Bonney Collection", Museo Nacional de Diseño Cooper-Hewitt, Nueva York, 1985.
- "¿No son animados?: Una exposición del legado de Thérèse Bonney, promoción de 1916, Universidad de California", Museo de Arte de Berkeley, junio-septiembre de 1992.

## Obras
- Con la hermana Louise Bonney. Compra de muebles antiguos y modernos en París . Nueva York: Robert M. McBride and Company, 1929 | Biblioteca del Congreso NK949. P27. B6
- Con la hermana Louise Bonney. Cocina francesa para cocinas americanas . Nueva York: Robert M. McBride and Company, 1929 | Biblioteca del Congreso TX719. B673
- Con la hermana Louise Bonney. Guía de Los Restaurantes de París . Nueva York: Robert M. McBride and Company, 1929 | Biblioteca del Congreso TX637. B6
- Con la hermana Louise Bonney. Una guía de compras en París . Nueva York: Robert M. McBride and Company, 1929 | Biblioteca del Congreso DC708. B55
- Recuerda cuando: una crónica pictórica del cambio de siglo y de los días conocidos como eduardianos. . . . De la colección de M. Therese Bonney . Nueva York: Coward McCann, 1933 | Biblioteca del Congreso N7592. B6
- Los niños de Europa, 1939 - 1943, Nueva York: Rhode Publishing, 1943 | Biblioteca del Congreso D810. C4 B68 1944
- Rattray, RF con fotografías de Bonney. Bernard Shaw: una crónica . Nueva York: Roy Publishers, 1951 | Biblioteca del Congreso PR5366. R3